# Odilon Duarte Braga
Odilon Duarte Braga (Guarani, 3 de agosto de 1894 — Rio de Janeiro, 11 de junho de 1958) foi um advogado e político brasileiro. Atuou como vereador no município de Rio Pomba, Minas Gerais, deputado estadual no Congresso Legislativo de Minas Gerais, atual Assembleia Legislativa de Minas Gerais (ALMG), e deputado federal. Foi Ministro da Agricultura durante Governo Constitucional de Getúlio Vargas, de 24 de julho de 1934 a 10 de novembro de 1937.

## Educação e Início da Carreira Política
Começou os estudos na Escola de Direito do Instituto Metodista Granbery, em Juiz de Fora, Minas Gerais, mas terminou o curso na Faculdade de Ciências Jurídicas do Rio de Janeiro, atual Faculdade de Direito da Universidade Federal do Rio de Janeiro (UFRJ), onde recebeu o título de bacharel em Direito em 1916.
Começou a carreira política enquanto ainda era estudante, em 1910, como presidente do Comitê Acadêmico de Juiz de Fora. O grupo era a favor da Campanha Civilista e defendia a candidatura de Rui Barbosa à presidência da República, em oposição à candidatura do militar Marechal Hermes da Fonseca, candidato apoiado pelo então Presidente da República, Nilo Peçanha. Nessa época, Odilon Braga também colaborou com dois jornais mineiros: o Justiça e o Jornal do Comércio, das cidades de Rio Pomba e Juiz de Fora, respectivamente.
Em 1916, já formado, abriu um escritório de advocacia no município de Rio Pomba. Em 1918, se tornou promotor público em Ubá, Minas Gerais. Entretanto, não permaneceu por muito tempo no cargo, pois mudou-se para Belo Horizonte em setembro deste mesmo ano, quando foi nomeado oficial de gabinete de Raul Soares, então secretário do Interior de Minas Geraise, no ano seguinte, Ministro da Marinha no governo Epitácio Pessoa. Permaneceu no cargo até 1920, quando Soares renunciou a pasta do Ministério da Marinha.
Foi convidado pelo novo secretário do Interior do estado de Minas, Afonso Pena Júnior, à assumir a função de inspetor de ensino em Juiz de Fora e elaborar, juntamente com Artur Furtado, a primeira reforma do Regulamento do Ensino Primário do estado, que foi aprovado em 18 de agosto de 1924. Nesse período, assumiu a função de secretário executivo do Partido Republicano Mineiro (PRM) à convite de Raul Soares. Dividindo as funções com Gudesteu Pires, dedicou-se à campanha eleitoral de Artur Bernardes para a presidência da República, pela qual o candidato foi eleito em 1922.
Odilon Braga foi eleito vereador de Rio Pomba, assumiu a função de agente executivo do município e, também, foi presidente da Câmara Municipal. Entre os anos de 1923 e 1926, exerceu o cargo de deputado estadual no Congresso Legislativo de Minas Gerais, saindo como candidato pelo PRM. Integrou a Comissão de Constituição, Legislação e Justiça na Câmara estadual e foi relator na apresentação do projeto de organização judiciária do estado. Em maio de 1927, quando tomou posse do cargo de deputado federal na Câmara pelo Partido Progressista (PP), apresentou uma emenda substitutiva, cuja proposta foi criar um sucedâneo recursal do habeas-corpus, denominado “ordem e garantia”, que teve grande influência anos mais tarde, na configuração do Mandato de Segurança na Constituição Federal de 1934.
Em 1929, quando teve início a campanha eleitoral da Aliança Liberal, em prol das candidaturas de Getúlio Vargas e João Pessoa à presidência e vice-presidência da República, Odilon Braga esteve entre os deputados federais liberais que apoiavam a causa. Ele chegou a assumir a função de secretário da Comissão Executiva da Aliança Liberal, organizando a luta parlamentas nos estados brasileiros e participou da convenção da Aliança Liberal para autenticar a indicação de candidatos aliancistas no Palácio Tiradentes, no Rio de Janeiro, até então sede oficial da Câmara dos Deputados na capital brasileira.

## Secretário de Segurança
Em 1929, quando o PRM indicou Olegário Maciel como candidato a presidente de Minas Gerais e Pedro Marques de Almeida como seu vice, alguns membros do partido não concordaram com a decisão e se demitiram de cargos públicos. Entre eles estava o secretário de Segurança José Francisco Bias Fortes. Odilon Braga recebeu uma nomeação pelo então governador, Antônio Carlos Ribeiro de Andrada, para assumir a posição na secretaria e iniciou à reorganização da Força Pública.
O grupo que havia deixado o PRM formou a Concentração Conservadora, lançando Melo Viana como candidato à presidência do estado, se opondo à Olegário Maciel e apoiando Júlio Prestes. Fomentando a situação e aumentando o risco de uma crise entre os executivos Estadual e Federal, diversas pessoas que ocupavam cargos públicos também ficaram contra os interesses políticos do governo mineiro. Dessa forma, Odilon Braga precisou vigiar parte desse grupo, como o diretor da Estrada de Ferro Oeste de Minas, informando ao ministro da Viação as providências que deveriam ser tomadas para neutralizar a situação.
A tensão no estado aumentou em fevereiro de 1930, após ocorrer um tiroteio entre membros da Aliança Liberal e da Concentração Conservadora durante um congresso de algodão organizado pelos próprios lideres conservadores no município de Montes Claros. Após o conflito, os “concentristas” enviaram telegramas às autoridades federais, comunicando que a comitiva do partido havia sido atacada e sugerindo uma intervenção federal em Minas Gerais. Odilon Braga foi o responsável por dirigir o inquérito que apurava a ocorrência e concluiu que o governo mineiro não foi responsável pelos acontecimentos.
Em março do mesmo ano, Olegário Maciel ganhou as eleições, derrotando a Aliança Liberal tanto na eleição presidencial, quanto na legislativa. Dessa forma, iniciaram-se as articulações que visavam a deflagração de um movimento revolucionário e Odilon Braga foi responsável por coordenar a participação dos militares do estado no caso de ocorrer uma luta armada, mas não havia recursos suficientes para aparelhar os militares. Comprometido com a ideia, o político gaúcho João Batista Luzardo deu armas e munições à Força Pública mineira e, a partir disso, Odilon Braga e seus auxiliares passaram a preparar o plano militar que os mineiros executariam no movimento revolucionário. Organizados por esse grupo, foram escolhidas as cidades de Juiz de Fora, Uberaba e Diamantina como principais sedes dos batalhões da 1ª Força Pública mineira.
Esse plano militar previa o aproveitamento das estradas de ferro Oeste de Minas e Central do Brasil, a retenção de embarcações mineiras e determinava o início da fabricação de armamentos diversos em Minas Gerais, que, mais tarde, ficaram guardados na Escola de Sargentos, em Belo Horizonte. Com a posse de Olegário Maciel, as tropas federais que estavam em Belo Horizonte se retiraram e Odilon Braga deixou o cargo na Secretaria de Segurança.
O movimento revolucionário eclodiu em 3 de outubro e, embora não fizesse parte do novo governo, Odilon Braga passou a ocupar a Secretaria do Interior, orientando a ação dos revoltosos. Após dias de combate, o 12º Regimento de Infantaria de Belo Horizonte se rendeu às forças revolucionárias, que passou a controlar a capital do estado e, consequentemente, o restante de Minas. Apesar da vitória da revolução, Odilon Braga decidiu se afastar do cenário político após discordar de orientações dadas ao Governo Provisório de Getúlio Vargas e começou a trabalhar como advogado no departamento jurídico do Banco do Brasil.

## Ministro da Agricultura
Em 23 de julho de 1934, Getúlio Vargas tomou posse como Presidente da República e deu início ao seu segundo mandato, dessa vez em um governo Constitucional. Nomeado ministro da Agricultura, Odilon Braga intensificou as pesquisas e sondagens de petróleo em solo brasileiro, incentivou as plantações e culturas de produtos como café, cacau e algodão, e iniciou uma campanha de combate às formigas saúva. Além disso, foi o responsável pela criação do Parque Nacional de Itatiaia, localizado no maciço do Itatiaia, na serra da Mantiqueira, entre os estados do Rio de Janeiro e Minas Gerais, pela instalação do que hoje é o Parque Fernando Costa, em Uberaba, Minas Gerais. Também determinou a aplicação do Código de Minas, elaborado por Juarez Távora, que declarava a necessidade de autorização ou concessão federal para explorar ou aproveitar as riquezas minerais do subsolo e quedas-d’água do Brasil.
Em 1935, após os acontecimentos da Intentona Comunista e mesmo sendo civil, assumiu um posto de comando no 3º Regimento de Infantaria, na Praia Vermelha, no Rio de Janeiro, para combater os revoltosos. Em 1937, tomou a decisão de renunciar a pasta do Ministério em forma de protesto contra o golpe que instaurou o Estado Novo, voltou a trabalhar como advogado no Banco do Brasil, função na qual permaneceu até 1943, e se tornou dirigente da Ordem dos Advogados do Brasil (OAB). Nesse período, se tornou relator da comissão que regulamentou o artigo 147 da Constituição de 1937, que previa que a revisão das tarifas de concessões de serviços públicos deveria ser feita periodicamente, e, também, de uma segunda comissão, nomeada pela OAB, para revisar as propostas do Ato Adicional.
Foi um dos signatários do Manifesto dos Mineiros, uma carta aberta publicada em 24 de outubro de 1943 pelas elites políticas do estado de Minas Gerais. No documento, o grupo defendia a redemocratização e o fim do Estado Novo. Por causa da censura vigente na época, as 50 mil cópias foram impressas e distribuídas de forma clandestina, ainda assim, o gesto permitiu que outros documentos libertários fossem publicados até a derrubada do regime ditatorial no Brasil, em 1945. O posicionamento, porém, fez com que o grupo sofresse represálias por parte do governo federal e Odilon Braga chegou a ser afastado do cargo que exercia no Banco do Brasil.
Além de dele, havia outros 91 assinantes, tais como Adauto Lúcio Cardoso, Adolfo Bergamini, Afonso Arinos de Melo Franco, Afonso Pena Júnior, Alaor Prata, Alberto Deodato, Álvaro Mendes Pimentel, Antônio Neder, Artur Bernardes, Caio Mário da Silva Pereira, Carlos Horta Pereira, Daniel de Carvalho, Dario de Almeida Magalhães, Darci Bessone de Oliveira Andrade, Edgar da Matta Machado, Francisco Mendes Pimentel, Gilberto Alves da Silva Dolabela, João Franzen de Lima, José de Magalhães Pinto, Lahyr Tostes, Mário Brant, Miguel Mauricio da Rocha, Milton Campos,  Olavo Bilac Pinto, Paulo Pinheiro Chagas, Pedro Aleixo, Pedro Nava, Silvio Marinho, Tristão da Cunha e Virgílio de Melo Franco.
Em 1945, com o surgimento de partidos políticos durante a crise no Estado Novo, auxiliou na criação da União Democrática Nacional (UDN) e passou a fazer parte da comissão executiva do partido. Após o fim do governo de Getúlio Vargas, assumiu novamente o cargo no Banco do Brasil e seu posto anterior na OAB.

## Fim da Carreira Política
Em 1947, durante o governo de Eurico Gaspar Dutra, se tornou responsável por elaborar o anteprojeto do Estatuto do Petróleo, cujo objetivo era regulamentar como o combustível fóssil deveria ser explorado, refinado e transportado por empresas nacionais e estrangeiras. O anteprojeto foi enviado ao Congresso Nacional em 1948, mas foi arquivado após uma série de protestos e campanhas, especialmente de nacionalistas, que defendiam o monopólio estatal do petróleo.
Também em 1948, após o Estatuto do Petróleo, Odilon Braga fez parte da comissão que examinou o Plano SALTE, que visava estimular e melhorar o desenvolvimento de setores de saúde, alimentação, transporte e energia no Brasil, e assumiu a posição de diretor do Banco de Crédito Real de Minas Gerais. Em 1950, se tornou presidente da UDN e fez parte de uma chapa, como candidato à vice-presidência da República, com o brigadeiro Eduardo Gomes. Após a vitória de Getúlio Vargas, passou a apoiar movimentos contra seu governo.
Deixou a presidência da udenista em 1952, quando o partido passou criticar o projeto da Petrobras, afirmando que a ideia não era nacionalista o suficiente. Ainda assim, foi eleito deputado federal pelo partido em 1954, após o suicídio de Vargas, e passou a integrar a Comissão de Finanças da Câmara dos Deputados. No início do governo de Juscelino Kubitschek, porém, a UDN começou a analisar suas derrotas nas eleições para Presidente da República e decidiu adotar ideais mais pragmáticos. Então, Odilon Braga e outros membros, chamados de “grupo dos bacharéis”, foram afastados da liderança da UDN, dando lugar aos “coronéis realistas” como o novo grupo de líderes do partido.
Morreu em 1958, no Rio de Janeiro.

## Publicações
Odilon Braga chegou a publicar dois livros: Teoria da Composição do Poder Legislativo e O Estado no Direito Constitucional Positivo Moderno. É possível encontrar seus documentos pessoais, além de diversos discursos no arquivo da Universidade Federal de Juiz de Fora (UFJF). Na Biblioteca Central da Universidade também está a obra Arquivo Odilon Braga, coordenada por José Eustáquio Romão e publicada em 1979.